# Biatlon op de Olympische Winterspelen
De sport biatlon in zijn huidige vorm staat vanaf 1960 op het programma van de Olympische Winterspelen. Eerst alleen voor mannen, vanaf 1992 ook voor vrouwen.
Op de Spelen van 1924 stond eenmalig het onderdeel  Militaire patrouille, de voorloper van het huidige biatlon, op het officiële programma, hierna nog drie keer als demonstratiesport.

## Edities
| Spelen                   | Jaar | Gaststad / Gastland                                                           | Plaats                                                                        | Accommodatie                                                                  | Datum                                                                         | Landen                                                                        | Sporters                                                                      | Sporters                                                                      | Sporters                                                                      | Ond.                                                                          | Winnaar medaillespiegel                                                       |
| Spelen                   | Jaar | Gaststad / Gastland                                                           | Plaats                                                                        | Accommodatie                                                                  | Datum                                                                         | Landen                                                                        | Totaal                                                                        | M                                                                             | V                                                                             | Ond.                                                                          | Winnaar medaillespiegel                                                       |
| ------------------------ | ---- | ----------------------------------------------------------------------------- | ----------------------------------------------------------------------------- | ----------------------------------------------------------------------------- | ----------------------------------------------------------------------------- | ----------------------------------------------------------------------------- | ----------------------------------------------------------------------------- | ----------------------------------------------------------------------------- | ----------------------------------------------------------------------------- | ----------------------------------------------------------------------------- | ----------------------------------------------------------------------------- |
| XXV                      | 2026 | Milaan en Cortina d'Ampezzo, Italië                                           | Antholz (Anterselva)                                                          | Südtirol Arena                                                                | 6–22 februari                                                                 |                                                                               |                                                                               |                                                                               |                                                                               | 11                                                                            |                                                                               |
| XXIV                     | 2022 | Peking, China                                                                 | Zhangjiakou                                                                   | Zhangjiakou Biathlon Centre                                                   | 5–19 februari                                                                 | 30                                                                            | 210                                                                           | 105                                                                           | 105                                                                           | 11                                                                            | Noorwegen                                                                     |
| XXIII                    | 2018 | Pyeongchang, Zuid-Korea                                                       | Pyeongchang                                                                   | Alpensia Biathlon Centre                                                      | 10–23 februari                                                                | 28                                                                            | 218                                                                           | 108                                                                           | 110                                                                           | 11                                                                            | Duitsland                                                                     |
| XXII                     | 2014 | Sotsji, Rusland                                                               | Krasnaja Poljana                                                              | Laura Biathlon & Ski Complex                                                  | 8–22 februari                                                                 | 35                                                                            | 204                                                                           | 105                                                                           | 99                                                                            | 11                                                                            | Noorwegen                                                                     |
| XXI                      | 2010 | Vancouver, Canada                                                             | Whistler                                                                      | Whistler Olympic Park                                                         | 13–26 februari                                                                | 37                                                                            | 217                                                                           | 112                                                                           | 105                                                                           | 10                                                                            | Noorwegen                                                                     |
| XX                       | 2006 | Turijn, Italië                                                                | Cesana Torinese                                                               | Centro Olimpico di Biathlon                                                   | 11–21 februari                                                                | 37                                                                            | 204                                                                           | 107                                                                           | 97                                                                            | 10                                                                            | Duitsland                                                                     |
| XIX                      | 2002 | Salt Lake City, Verenigde Staten                                              | Midway                                                                        | Soldier Hollow                                                                | 11–20 februari                                                                | 34                                                                            | 190                                                                           | 102                                                                           | 88                                                                            | 8                                                                             | Noorwegen                                                                     |
| XVIII                    | 1998 | Nagano, Japan                                                                 | Nozawa Onsen                                                                  | Biatlonstadion Nozawa Onsen                                                   | 9–21 februari                                                                 | 32                                                                            | 183                                                                           | 96                                                                            | 87                                                                            | 6                                                                             | Noorwegen                                                                     |
| XVII                     | 1994 | Lillehammer, Noorwegen                                                        | Lillehammer                                                                   | Birkebeineren-Skistadion                                                      | 18–26 februari                                                                | 32                                                                            | 193                                                                           | 99                                                                            | 94                                                                            | 6                                                                             | Rusland                                                                       |
| XVI                      | 1992 | Albertville, Frankrijk                                                        | Hauteluce                                                                     | Les Saisies                                                                   | 11–20 februari                                                                | 28                                                                            | 196                                                                           | 116                                                                           | 80                                                                            | 6                                                                             | Duitsland                                                                     |
| XV                       | 1988 | Calgary, Canada                                                               | Canmore                                                                       | Canmore Nordic Centre                                                         | 20–26 februari                                                                | 22                                                                            | 90                                                                            | 90                                                                            | –                                                                             | 3                                                                             | DDR                                                                           |
| XIV                      | 1984 | Sarajevo, Joegoslavië                                                         | Hadžići                                                                       | Igman, Veliko Polje                                                           | 11–17 februari                                                                | 25                                                                            | 95                                                                            | 95                                                                            | –                                                                             | 3                                                                             | Noorwegen Bondsrepubliek Duitsland                                            |
| XIII                     | 1980 | Lake Placid, Verenigde Staten                                                 | Lake Placid                                                                   | Cross Country Biathlon Center                                                 | 16–22 februari                                                                | 18                                                                            | 76                                                                            | 76                                                                            | –                                                                             | 3                                                                             | Sovjet-Unie                                                                   |
| XII                      | 1976 | Innsbruck, Oostenrijk                                                         | Seefeld in Tirol                                                              | Olympiaregion Seefeld                                                         | 6–13 februari                                                                 | 18                                                                            | 74                                                                            | 74                                                                            | –                                                                             | 2                                                                             | Sovjet-Unie                                                                   |
| XI                       | 1972 | Sapporo, Japan                                                                | Sapporo                                                                       | Makomanai-Park                                                                | 8–11 februari                                                                 | 14                                                                            | 62                                                                            | 62                                                                            | –                                                                             | 2                                                                             | Sovjet-Unie                                                                   |
| X                        | 1968 | Grenoble, Frankrijk                                                           | Autrans-Méaudre en Vercors                                                    | Autrans                                                                       | 12–15 februari                                                                | 16                                                                            | 72                                                                            | 72                                                                            | –                                                                             | 2                                                                             | Sovjet-Unie                                                                   |
| IX                       | 1964 | Innsbruck, Oostenrijk                                                         | Seefeld in Tirol                                                              | Olympiaregion Seefeld                                                         | 4 februari                                                                    | 14                                                                            | 51                                                                            | 51                                                                            | –                                                                             | 1                                                                             | Sovjet-Unie                                                                   |
| VIII                     | 1960 | Squaw Valley, Verenigde Staten                                                | Tahoma                                                                        | McKinney Creek Stadium                                                        | 21 februari                                                                   | 9                                                                             | 30                                                                            | 30                                                                            | –                                                                             | 1                                                                             | Zweden                                                                        |
| VII                      | 1956 | Cortina d'Ampezzo, Italië                                                     | Geen biatlon op de Olympische Winterspelen                                    | Geen biatlon op de Olympische Winterspelen                                    | Geen biatlon op de Olympische Winterspelen                                    | Geen biatlon op de Olympische Winterspelen                                    | Geen biatlon op de Olympische Winterspelen                                    | Geen biatlon op de Olympische Winterspelen                                    | Geen biatlon op de Olympische Winterspelen                                    | Geen biatlon op de Olympische Winterspelen                                    | Geen biatlon op de Olympische Winterspelen                                    |
| VI                       | 1952 | Oslo, Noorwegen                                                               | Geen biatlon op de Olympische Winterspelen                                    | Geen biatlon op de Olympische Winterspelen                                    | Geen biatlon op de Olympische Winterspelen                                    | Geen biatlon op de Olympische Winterspelen                                    | Geen biatlon op de Olympische Winterspelen                                    | Geen biatlon op de Olympische Winterspelen                                    | Geen biatlon op de Olympische Winterspelen                                    | Geen biatlon op de Olympische Winterspelen                                    | Geen biatlon op de Olympische Winterspelen                                    |
| ↓ Militaire patrouille ↓ |      |                                                                               |                                                                               |                                                                               |                                                                               |                                                                               |                                                                               |                                                                               |                                                                               |                                                                               |                                                                               |
| V                        | 1948 | Sankt Moritz, Zwitserland                                                     | ?                                                                             | ?                                                                             | 8 februari                                                                    | 8                                                                             | 32                                                                            | 32                                                                            | –                                                                             | 0 + 1 d.                                                                      | Zwitserland                                                                   |
| -                        | 1944 | Toegekend aan Cortina d'Ampezzo, maar afgelast vanwege de Tweede Wereldoorlog | Toegekend aan Cortina d'Ampezzo, maar afgelast vanwege de Tweede Wereldoorlog | Toegekend aan Cortina d'Ampezzo, maar afgelast vanwege de Tweede Wereldoorlog | Toegekend aan Cortina d'Ampezzo, maar afgelast vanwege de Tweede Wereldoorlog | Toegekend aan Cortina d'Ampezzo, maar afgelast vanwege de Tweede Wereldoorlog | Toegekend aan Cortina d'Ampezzo, maar afgelast vanwege de Tweede Wereldoorlog | Toegekend aan Cortina d'Ampezzo, maar afgelast vanwege de Tweede Wereldoorlog | Toegekend aan Cortina d'Ampezzo, maar afgelast vanwege de Tweede Wereldoorlog | Toegekend aan Cortina d'Ampezzo, maar afgelast vanwege de Tweede Wereldoorlog | Toegekend aan Cortina d'Ampezzo, maar afgelast vanwege de Tweede Wereldoorlog |
| -                        | 1940 | Toegekend aan Sapporo, maar afgelast vanwege de Tweede Wereldoorlog           | Toegekend aan Sapporo, maar afgelast vanwege de Tweede Wereldoorlog           | Toegekend aan Sapporo, maar afgelast vanwege de Tweede Wereldoorlog           | Toegekend aan Sapporo, maar afgelast vanwege de Tweede Wereldoorlog           | Toegekend aan Sapporo, maar afgelast vanwege de Tweede Wereldoorlog           | Toegekend aan Sapporo, maar afgelast vanwege de Tweede Wereldoorlog           | Toegekend aan Sapporo, maar afgelast vanwege de Tweede Wereldoorlog           | Toegekend aan Sapporo, maar afgelast vanwege de Tweede Wereldoorlog           | Toegekend aan Sapporo, maar afgelast vanwege de Tweede Wereldoorlog           | Toegekend aan Sapporo, maar afgelast vanwege de Tweede Wereldoorlog           |
| IV                       | 1936 | Garmisch-Partenkirchen, Duitsland                                             | Garmisch-Partenkirchen                                                        | Olympia-Skistadion                                                            | 14 februari                                                                   | 9                                                                             | 36                                                                            | 36                                                                            | –                                                                             | 0 + 1 d.                                                                      | Italië                                                                        |
| III                      | 1932 | Lake Placid, Verenigde Staten                                                 | Geen militaire patrouille op de Olympische Winterspelen                       | Geen militaire patrouille op de Olympische Winterspelen                       | Geen militaire patrouille op de Olympische Winterspelen                       | Geen militaire patrouille op de Olympische Winterspelen                       | Geen militaire patrouille op de Olympische Winterspelen                       | Geen militaire patrouille op de Olympische Winterspelen                       | Geen militaire patrouille op de Olympische Winterspelen                       | Geen militaire patrouille op de Olympische Winterspelen                       | Geen militaire patrouille op de Olympische Winterspelen                       |
| II                       | 1928 | Sankt Moritz, Zwitserland                                                     | ?                                                                             | ?                                                                             | 12 februari                                                                   | 9                                                                             | 36                                                                            | 36                                                                            | –                                                                             | 0 + 1 d.                                                                      | Noorwegen                                                                     |
| I                        | 1924 | Chamonix-Mont-Blanc, Frankrijk                                                | Chamonix-Mont-Blanc                                                           | Stade Olympique de Chamonix                                                   | 29 januari                                                                    | 6                                                                             | 24                                                                            | 24                                                                            | –                                                                             | 1                                                                             | Zwitserland                                                                   |

## Onderdelen
| Onderdeel           | Onderdeel               | 24 | 28 | 32 | 36 | 48 | 52 | 56 | 60 | 64 | 68 | 72 | 76 | 80 | 84 | 88 | 92 | 94 | 98 | 02 | 06 | 10 | 14 | 18 | 22 | 26 | Totaal |
| ------------------- | ----------------------- | -- | -- | -- | -- | -- | -- | -- | -- | -- | -- | -- | -- | -- | -- | -- | -- | -- | -- | -- | -- | -- | -- | -- | -- | -- | ------ |
| Mannen              | Sprint (10 km)          |    |    |    |    |    |    |    |    |    |    |    |    | •  | •  | •  | •  | •  | •  | •  | •  | •  | •  | •  | •  | •  | 13     |
| Mannen              | Achtervolging (12,5 km) |    |    |    |    |    |    |    |    |    |    |    |    |    |    |    |    |    |    | •  | •  | •  | •  | •  | •  | •  | 7      |
| Mannen              | Massastart (15 km)      |    |    |    |    |    |    |    |    |    |    |    |    |    |    |    |    |    |    |    | •  | •  | •  | •  | •  | •  | 6      |
| Mannen              | Individueel (20 km)     |    |    |    |    |    |    |    | •  | •  | •  | •  | •  | •  | •  | •  | •  | •  | •  | •  | •  | •  | •  | •  | •  | •  | 18     |
| Mannen              | Estafette (4 x 7,5 km)  |    |    |    |    |    |    |    |    |    | •  | •  | •  | •  | •  | •  | •  | •  | •  | •  | •  | •  | •  | •  | •  | •  | 16     |
|                     |                         |    |    |    |    |    |    |    |    |    |    |    |    |    |    |    |    |    |    |    |    |    |    |    |    |    |        |
| Vrouwen             | Sprint (7,5 km)         |    |    |    |    |    |    |    |    |    |    |    |    |    |    |    | •  | •  | •  | •  | •  | •  | •  | •  | •  | •  | 10     |
| Vrouwen             | Achtervolging (10 km)   |    |    |    |    |    |    |    |    |    |    |    |    |    |    |    |    |    |    | •  | •  | •  | •  | •  | •  | •  | 7      |
| Vrouwen             | Massastart (12,5 km)    |    |    |    |    |    |    |    |    |    |    |    |    |    |    |    |    |    |    |    | •  | •  | •  | •  | •  | •  | 6      |
| Vrouwen             | Individueel (15 km)     |    |    |    |    |    |    |    |    |    |    |    |    |    |    |    | •  | •  | •  | •  | •  | •  | •  | •  | •  | •  | 10     |
| Vrouwen             | Estafette (4 x 6 km *)  |    |    |    |    |    |    |    |    |    |    |    |    |    |    |    | •  | •  | •  | •  | •  | •  | •  | •  | •  | •  | 10     |
|                     |                         |    |    |    |    |    |    |    |    |    |    |    |    |    |    |    |    |    |    |    |    |    |    |    |    |    |        |
| Gemengd             | Estafette *             |    |    |    |    |    |    |    |    |    |    |    |    |    |    |    |    |    |    |    |    |    | •  | •  | •  | •  | 4      |
| Totaal              | Totaal                  | 1  |    |    |    |    |    |    | 1  | 1  | 2  | 2  | 2  | 3  | 3  | 3  | 6  | 6  | 6  | 8  | 10 | 10 | 11 | 11 | 11 | 11 | 108    |
| Afgevoerd onderdeel | militaire patrouille    | •  | d  |    | d  | d  |    |    |    |    |    |    |    |    |    |    |    |    |    |    |    |    |    |    |    |    | 1      |

d = demonstratie onderdeel;  • = medaille onderdeel
* Vrouwenestafette: in 1992 3x7,5 km, van 1994-2002 4x7,5 km; Gemengde estafette: vanaf 2014 2x6 + 2x7,5 km

## Medaillewinnaars
Succesvolste olympiërs
Op de lijst van succesvolste medaillewinnaars op de Olympische Winterspelen staat de biatleet Ole Einar Bjørndalen op de tweede plaats. De Noor behaalde acht gouden, vier zilveren medailles en een bronzen medaille, hij deed dit op zes verschillende onderdelen. De Wit-Russische Darja Domratsjeva is de succesvolste biatlete, op de spelen van 2010-2018 veroverde ze zes medailles, viermaal goud en eenmaal zilver en brons. Naast Bjørndalen en Domratsjeva staan nog tien andere biatleten in deze lijst door ten minste driemaal goud te hebben behaald.
| P  | Olympiër              | Land | Editie(s) | Goud | Zilver | Brons | T  | Onderdeel                                                                                             |
| -- | --------------------- | ---- | --------- | ---- | ------ | ----- | -- | --- |
| 1  | Ole Einar Bjørndalen  | NOR  | 1998-2014 | 8    | 4      | 1     | 13 | sprint (3), achtervolging (2), massastart (1), individueel (3), estafette (3), gemengde estafette (1) |
| 2  | Johannes Thingnes Bø  | NOR  | 2018-2022 | 5    | 2      | 1     | 8  | individueel (2), sprint (1), massastart (1) estafette (2), gemengde estafette (2)                     |
| 3  | Martin Fourcade       | FRA  | 2010-2018 | 5    | 2      | 0     | 7  | achtervolging (2), massastart (3), individueel (1), gemengde estafette (1)                            |
| 4  | Ricco Groß            | GER  | 1992-2006 | 4    | 3      | 1     | 8  | sprint (2), achtervolging (1), estafette (5)                                                          |
| 4  | Emil Hegle Svendsen   | NOR  | 2010-2018 | 4    | 3      | 1     | 8  | sprint (1), massastart (2), individueel (1), estafette (2), gemengde estafette (2)                    |
| 6  | Sven Fischer          | GER  | 1994-2006 | 4    | 2      | 2     | 8  | sprint (2), achtervolging (1), individueel (1), estafette (4)                                         |
| 7  | Darja Domratsjeva     | BLR  | 2010-2018 | 4    | 1      | 1     | 6  | achtervolging (1), massastart (2), individueel (2), estafette (1)                                     |
| 8  | Aleksandr Tichonov    | URS  | 1968-1980 | 4    | 1      | 0     | 5  | individueel (1), estafette (4)                                                                        |
| 9  | Kati Wilhelm          | GER  | 2002-2010 | 3    | 3      | 1     | 7  | sprint (1), achtervolging (2), individueel (1), estafette (3)                                         |
| 10 | Anastasiya Kuzmina    | SVK  | 2010-2018 | 3    | 3      | 0     | 6  | individueel (1), sprint (2), achtervolging (1), massastart (1), gemengde estafette (2)                |
| 11 | Marte Olsbu Røiseland | NOR  | 2018-2022 | 3    | 2      | 2     | 7  | sprint (2), achtervolging (2), massastart (1), individueel (1)                                        |
| 12 | Halvard Hanevold      | NOR  | 1998-2010 | 3    | 2      | 1     | 6  | sprint (1), individueel (2), estafette (3)                                                            |
| 12 | Tarjei Bø             | NOR  | 2010-2022 | 3    | 2      | 1     | 6  | sprint (1), achtervolging (1), estafette (3), gemengde estafette (1)                                  |
| 14 | Mark Kirchner         | GER  | 1992-1994 | 3    | 1      | 0     | 4  | sprint (1), individueel (1), estafette (2)                                                            |
| 15 | Michael Greis         | GER  | 2006      | 3    | 0      | 0     | 3  | massastart (1), individueel (1), estafette (1)                                                        |

De Russin Anfisa Reztsova won bij biatlon drie medailles (2-0-1), samen met de medailles bij het langlaufen (1-1-0) staat ze ook op gelinkte lijst met een score van 3-1-1.
Meervoudige medaillewinnaars
Medaillewinnaars met ten minste vijf medailles in totaal.
| Olympiër               | Land        | Editie(s)       | T | Goud | Zilver | Brons | Onderdeel                                                                             |
| ---------------------- | ----------- | --------------- | - | ---- | ------ | ----- | ------------------------------------------------------------------------------------- |
| Uschi Disl             | GER         | 1992-2006       | 9 | 2    | 4      | 3     | sprint (2), massastart (1), individueel (2), estafette (4)                            |
| Tiril Eckhoff          | NOR         | 2014-2022       | 9 | 2    | 3      | 4     | achtervolging (1), massastart (3), estafette (1), gemengde estafette (3)              |
| Sergej Tsjepikov       | URS EUN RUS | 1988-1994, 2006 | 6 | 2    | 3      | 1     | sprint (2), estafette (4)                                                             |
| Frank Luck             | GER         | 1994-2002       | 5 | 2    | 3      | 0     | individueel (2), estafette (3)                                                        |
| Quentin Fillon Maillet | FRA         | 2022            | 5 | 2    | 3      | 0     | individueel (1), sprint (1), achtervolging (1), estafette (1), gemengde estafette (1) |
| Peter Angerer          | FRG         | 1980-1988       | 5 | 1    | 2      | 2     | sprint (1), individueel (1), estafette (3)                                            |
| Albina Achatova        | RUS         | 1998-2006       | 5 | 1    | 1      | 3     | achtervolging (1), individueel (1), estafette (3)                                     |

## Medaillespiegel
Tot en met de Olympische Winterspelen van 2018.
| Plaats | Land                     | NOC    | Goud | Zilver | Brons | Totaal |
| ------ | ------------------------ | ------ | ---- | ------ | ----- | ------ |
| 1      | Duitsland                | GER    | 19   | 21     | 12    | 52     |
| 2      | Noorwegen                | NOR    | 16   | 15     | 10    | 41     |
| 3      | Rusland                  | RUS    | 10   | 6      | 8     | 24     |
| 4      | Frankrijk                | FRA    | 9    | 5      | 12    | 26     |
| 5      | Sovjet-Unie              | URS    | 9    | 5      | 5     | 19     |
| 6      | Zweden                   | SWE    | 5    | 3      | 6     | 14     |
| 7      | Wit-Rusland              | BLR    | 4    | 3      | 3     | 10     |
| 8      | DDR                      | GDR    | 3    | 4      | 4     | 11     |
| 9      | Slowakije                | SVK    | 3    | 3      | 1     | 7      |
| 10     | Gezamenlijk team         | EUN    | 2    | 2      | 2     | 6      |
| 11     | Canada                   | CAN    | 2    | 0      | 1     | 3      |
| 12     | Bondsrepubliek Duitsland | FRG    | 1    | 2      | 2     | 5      |
| 13     | Oekraïne                 | UKR    | 1    | 1      | 3     | 5      |
| 14     | Zwitserland              | SUI    | 1    | 1      | 0     | 2      |
| 15     | Bulgarije                | BUL    | 1    | 0      | 1     | 2      |
| 16     | Finland                  | FIN    | 0    | 5      | 2     | 7      |
| 17     | Tsjechië                 | CZE    | 0    | 4      | 3     | 7      |
| 18     | Oostenrijk               | AUT    | 0    | 3      | 3     | 6      |
| 19     | Italië                   | ITA    | 0    | 1      | 5     | 6      |
| 20     | Slovenië                 | SLO    | 0    | 1      | 1     | 2      |
| 21     | Kazachstan               | KAZ    | 0    | 1      | 0     | 1      |
| 21     | Polen                    | POL    | 0    | 1      | 0     | 1      |
| 23     | Kroatië                  | CRO    | 0    | 0      | 1     | 1      |
| Totaal | Totaal                   | Totaal | 86   | 87     | 85    | 258    |

In 2010 werd er op de mannen individuele 20 km wedstrijd tweemaal zilver uitgereikt en geen brons. 